# Kasteel Ten Poele
Kasteel Ten Poele is een kasteel in de tot de stad Brugge behorende wijk Sint-Pieters-op-den-Dijk, gelegen aan Vaartstraat 51.

## Geschiedenis
Kasteel Ten Poele was een leen van de Sint-Pietersparochie. In 1365 was Jan van de Poele de eerst vermelde eigenaar. Na deze familie kwam het goed in handen van Lodewijk van Reigaarsvliet, heer van Boelare. In 1466 werd het aangekocht door Giselbert dela neuve Rue en in 1480 kwam het aan Joos van Halewijn. Omstreeks 1500 kwam het aan de familie de Houdecoutre en in 1563 werd het verkocht aan Juan Lopez de Gallo, heer van Male.
In 1733 kwam het in bezit van de familie Rapaert de Gras en deze familie behield het goed tot 1989.
Het was waarschijnlijk deze familie die opdracht gaf tot het vervangen van de oorspronkelijke gebouwen door nieuwe, in classicistische stijl. In 1763 werd deze situatie afgebeeld op een plattegrond.
In de loop van de 18e en 19e eeuw vonden nog diverse uitbreidingen plaats, maar in 1967 werden veel uitbreidingen ongedaan gemaakt en in 1968 werd het gebouw hersteld. In dat jaar werd ook in een aanbouw voorzien.
In 1989 werd het domein verkocht, en het westelijk deel werd een publiek park.

## Gebouw
Het betreft een kasteel met rechthoekige plattegrond, gelegen binnen een omgrachting. Het heeft zeven traveeën en twee bouwlagen. Het gebouw heeft een kelder met graatgewelf en salons, waarvan een met een regenceschouw. Het kasteel is toegankelijk via een brug. Voor de brug liggen de stallingen van 1896. Ook is er een ijskelder.
In het publieke park bevindt zich een gloriëtte die waarschijnlijk kort na de Eerste Wereldoorlog werd gebouwd en als uitkijktoren dienst kon doen: De kasteelbewoners konden zo het deel van hun domein aan de overzijde van de spoorweg aanschouwen. De gloriëtte is in eclectische stijl gebouwd.